# Typhlopseudothelphusa
Typhlopseudothelphusa is een geslacht van kreeftachtigen uit de klasse van de Malacostraca (hogere kreeftachtigen).

## Soorten
- Typhlopseudothelphusa acanthochela Hobbs, 1986
- Typhlopseudothelphusa hyba Rodríguez & Hobbs, 1989
- Typhlopseudothelphusa juberthiei Delamare Debouteville, 1976
- Typhlopseudothelphusa mitchelli Delamare Debouteville, 1976
- Typhlopseudothelphusa mocinoi Rioja, 1952